# Luke Whitelock
Pour les articles homonymes, voir Whitelock.
Pas d'image ? Cliquez ici

a Compétitions nationales et continentales officielles uniquement.

b Matchs officiels uniquement.
Dernière mise à jour le 31 décembre 2022.
Luke Whitelock, né le 29 janvier 1991 à Palmerston North (Nouvelle-Zélande), est un joueur joueur de rugby à XV international néo-zélandais, évoluant au poste de troisième ligne centre à la Section paloise en Top 14.
Luke Whitelock dispute la majorité de sa carrière en Nouvelle-Zélande, tout d'abord avec la province de Canterbury, avec qui il remporte six National Provincial Championship, puis avec la franchise des Crusaders et des Highlanders.
Après sa carrière en Nouvelle-Zélande, Luke Whitelock rejoint la France et le Top 14 au sein de la Section paloise en 2019, où évolue désormais son frère Sam depuis 2023.
Issu d'une grande famille de joueurs de rugby, Luke et ses frères sont les fils de Braeden Whitelock, ancien joueur des Junior All Blacks (sélection Espoirs de Nouvelle-Zélande). Ses trois frères ainés, Sam, George et Adam, sont également joueurs de rugby à XV professionnel, tandis que leur grand-père maternel Nelson Dalzell fut également international All Black.

## Biographie

### Jeunesse et formation
Luke Whitelock naît le 29 janvier 1991 à Palmerston North dans la région de Manawatū-Whanganui en Nouvelle-Zélande. Il est le fils de Braeden et Caroline Whitelock, propriétaires d'une ferme laitière à Linton,.
Dans la famille Whitelock, le rugby à XV tient une place importante: le grand-père maternel, Nelson Dalzell, est un ancien fermier mais aussi All Blacks durant les années 1950, jouant au poste de deuxième ligne,. Ses grands oncles, Allan Elsom et Graeme Higginson (en) sont également All Blacks,. Le père de Luke, Braeden a notamment joué avec les Junior All Blacks (équipe réserve de Nouvelle-Zélande) et pour la province de Manawatu. De ce fait, Luke et ses trois frères commencent le rugby à XV au sein du Palmerston North High School Old Boys' Rugby Football Club vers l'âge de quatre ou cinq ans. L'aîné, George est international néo-zélandais et joue au poste de troisième ligne aile, Adam joue au poste de centre ou d'ailier et le plus jeune de la fratrie, Sam est un deuxième ligne légendaire des All Blacks.
Luke joue principalement troisième ligne centre et a également représenté la Nouvelle-Zélande au niveau international. Tous les quatre évoluent pour la province de Canterbury et pour la franchise des Crusaders durant leur carrière. Mais aussi, leurs cousins Ben Funnell, évoluant au poste de talonneur, et Hamish Dalzell (en), deuxième ligne, jouent dans ces deux équipes notamment.

### Carrière professionnelle

#### Débuts avec les Crusaders
À l'instar du reste de la fratrie Whitelock, Luke commence sa carrière professionnelle avec l'équipe de Canterbury en 2011 à l'âge de 20 ans en National Provincial Championship (Championnat des provinces néo-zélandaises, surnommé NPC). Il dispute 4 matches lors de sa première saison, qui voit Canterbury emporter le titre.
Luke Whitelock débute en Super Rugby avec les Crusaders lors de la saison 2012 de Super Rugby, évoluant aux côtés de ses trois frères. Il s'impose comme titulaire en NPC avec Canterbury aux côtés de ses frères. Canterbury conserve son titre.
En 2013, Whitelock remporte son 3e NPC en 3 ans avec Canterbury. Whitelock inscrit 3 essais en 10 matchs avec Canterbury. La saison suivante, Canterbury perd en demi-finale face au rival Tasman. Whitelock dispute tous les11 matchs de la saison.
En 2013, Whitelock a joué 18 matchs avec les Crusaders, éliminés en demi-finale par les Chiefs. En 2014, malgré la concurrence de joueurs tels que Richie McCaw, Kieran Read et Jordan Taufua, Whitelock dispute 10 rencontres et inscrits 2 essais, alors que Crusaders s'inclinent en finale du Super Rugby face aux Waratahs à Sydney, sur le score de 33-32.
Au début de la saison 2015, Whitelock devient le capitaine de Canterbury, conduisant l'équipe vers deux titres consécutifs en NPC. 2015 est également sa dernière saison avec les Crusaders.

#### Départ aux Highlanders
Finalement, Whitelock quitte la fratrie et rejoint les Highlanders en 2016, afin de les aider à conserver leur titre de 2015, Les Highlanders sont éliminés en demi-finale.

#### Nouveau départ à la Section Paloise
En 2019, après une carrière riche de 90 matches en Super Rugby, Luke Whitelock rejoint le Top 14 et la Section paloise, pour une durée initiale de trois saisons. Jusqu'au début de l'année 2019, le choix de la Section semblait se porter sur Ardie Savea. Cependant, Steve Hansen et la fédération néo-zélandaise avaient réussi à convaincre Savea de rester au pays, et Simon Mannix s'est alors retrouvé contraint de reprendre ses recherches pour un troisième-ligne de niveau international. Ainsi, le choix des sectionnistes se porte sur Luke Whitelock, qui confronté à la concurrence en équipe nationale de joueurs tels que Kieran Read, se décide à rejoindre l'Europe et le Top 14 à l'âge de 28 ans. Whitelock confie avoir pris cette décision en accord avec sa femme. Whitelock rejoint alors la colonie néo-zélandaise de la Section: Colin Slade, Conrad Smith, Ben Smith et Tom Taylor, opérant sous les ordres de Simon Mannix,.
Luke Whitelock fait ses débuts sous le maillot vert et blanc en Challenge européen 2019-2020 au Stade du Hameau, à l'occasion d'une victoire face aux Cardiff Blues. Whitelock débute en Top 14 une semaine plus tard, à l'occasion d'une défaire face au Stade français au stade Jean-Bouin. Après une période d'adaptation à ses nouvelles couleurs et quelques blessures, Luke Whitelock donne la pleine mesure de son talent et s'impose comme un joueur cadre,.
Avec l'arrivée de Sébastien Piqueronies en 2021 et le changement de politique sportive du club, désormais orientée vers la formation, le leadership naturel de Luke Whitelock lui permet désormais d'encadrer la jeune génération de joueurs de la Section paloise
En janvier 2022, il prolonge son contrat pour deux saisons supplémentaires, jusqu'en 2024. Avec le maillot de la Section, Luke Whitelock est reconnu pour son professionnalisme, sa rigueur et son leadership, partageant le capitanat avec Lucas Rey, Thibault Daubagna et Beka Gorgadze. Whitelock est capitaine à l'occasion de la victoire des Sectionnistes à Anoeta face à l'Aviron bayonnais, dans un match crucial pour le maintien en Top 14,. S'il est un excellent manieur de ballon, c'est surtout en défense qu'il excelle. De plus, sa grande régularité fait de lui un pilier essentiel de l'équipe,.
Au début de la saison 2023-2024, son frère Sam a également rejoint la Section. Après 70 matches disputés sous le maillot vert et blanc, Luke Whitelock incarne pleinement le projet de la Section, dont il est désormais le capitaine en chef. Whitelock prolonge son contrat de deux saisons supplémentaires en mars 2024. Whitelock argue du fait que la direction sportive prise par la Section le satisfait pleinement, et que sa famille se plait en Béarn, devenu sa « deuxième maison ».

### Carrière en équipe nationale
En 2010 et 2011, Luke Whitelock est sélectionné avec l'équipe de Nouvelle-Zélande des moins de 20 ans pour participer aux championnats du monde junior 2010 et 2011,.
En octobre 2013, il est sélectionné pour la première fois par Steve Hansen pour évoluer avec les All Blacks. Il connait sa première cape internationale le 2 novembre 2013 à l’occasion d’un match contre l'équipe du Japon à Tokyo.
Après quatre années d'absence en sélection, il fait son retour lors de la tournée de novembre 2017 en Europe, où il nommé capitaine pour le match non-officiel de milieu de semaine contre la France. Luke Whitelock fait son retour officiel contre le pays de Galles une semaine plus tard,.

## Vie privée
Whitelock s'exprime couramment en français, lui permettant d'assumer son rôle de capitaine lors des conférences de presse.
Luke Whitelock est présent lors des opérations de la Section dans les écoles locales, et s'investit auprès des élèves de l'agrocampus du lycée agricole de Montardon, dans la banlieue de la capitale béarnaise,.

## Palmarès

### En club et province
- Vainqueur du National Provincial Championship en 2011, 2012, 2013, 2015, 2016 et 2017 avec Canterbury.

### En équipe nationale
- Vainqueur du Rugby Championship en 2018.

## Statistiques
Au 24 juin 2020, Luke Whitelock compte 7 capes en équipe de Nouvelle-Zélande, dont cinq en tant que titulaire, depuis le 2 novembre 2013 contre l'équipe du Japon à Tokyo.
Il participe à une édition du Rugby Championship, en 2018. Il dispute une rencontre dans cette compétition,.